# Oddný Mjöll Arnardóttir
Oddný Mjöll Arnardóttir (* 16. Januar 1970 in Reykjavík) ist eine isländische Juristin. Sie ist seit 2023 Richterin am Europäischen Gerichtshof für Menschenrechte (EGMR).

## Leben und Wirken
Oddný Mjöll Arnardóttir erwarb 1994 an der Universität Islands den Titel Kandidatin der Rechtswissenschaften, was dem kombinierten Erwerb der Titel Bachelor of Laws und Master of Laws entspricht. Anschließend arbeitete sie in Island als Rechtsanwältin. Ab 1999 arbeitete sie als Dozentin an der Universität Bifröst und unterrichtete ab dem Folgejahr auch an der Anwaltskammer Islands. 2002 wurde Oddný Mjöll Arnardóttir von der University of Edinburgh mit der Arbeit Equality and Non-Discrimination in the European Convention on Human Rights; Towards a Substantive Approach zur Dr. iur. promoviert. Ab 2005 unterrichtete sie an der Universität Reykjavík, zunächst als Dozentin und ab 2006 als Professorin. 2012 wechselte sie an die Universität Islands, wo sie bis zu ihrer Wahl in den EGMR 2023 einen Lehrstuhl für Menschenrechte innehatte. Bereits von 2014 bis 2023 war sie ad hoc Richterin am EGMR. Von 2017 bis 2023 war Oddný Mjöll Arnardóttir außerdem Richterin am isländischen Appellationsgericht, dem Landsréttur, und im Jahr 2018 ad hoc-Richterin am Obersten Gerichtshof Islands, dem Hæstiréttur.
Im Januar 2023 wurde sie als Nachfolgerin von Róbert Ragnar Spanó als Vertreterin Islands zur Richterin am Europäischen Gerichtshof für Menschenrechte gewählt. Sie trat ihre voraussichtlich bis 2033 dauernde Amtszeit am 15. März 2023 an.
Wissenschaftlich betätigte sich Oddný Mjöll Arnardóttir durch zahlreiche Publikationen im Bereich des internationalen Rechts der Menschenrechte. Zuletzt konzentrierte sie ihre Forschungen auf den Bereich des europäischen Verfassungsrechts, insbesondere im Hinblick auf das Spannungsfeld zwischen europäischer Union und den nationalen Verfassungen.